# Tsuruta
Tsuruta (鶴田町?) è una cittadina giapponese della prefettura di Aomori.